# Giacomo Simonetta
Giacomo Simonetta (Milão, 1475 - Roma, 1 de novembro de 1539) foi um clérigo italiano e cardeal da Igreja Católica criado pelo Papa Paulo III.

## Vida pregressa
Filho de Giovanni Simoneta e sua segunda esposa Catarina Barbavara. Ele tinha dois irmãos, Alessandro e Francesco. Tio do cardeal Ludovico Simoneta (1561).
Estudou direito sob a orientação de Alessandro Tartagni, Bartolomeo Socino e Giason del Maino em Pádua e Pavia e, embora não tenha recebido seu diploma, foi na Universidade de Ticino que obteve seu doutorado in utroque iure, tanto em direito canônico quanto civil, antes de 1498, ano em que aparece entre os nobres jurisconsultos milaneses.
Membro do Collegio degli Avvocati de Milão, 1494. Foi para Roma no início do século XVI. Advogado consistorial, 1505. Auditor da Sagrada Rota Romana, 1511; seu deão, 1523-1528.

## Episcopado
No pontificado de Clemente VII, eleito bispo de Pesaro em 17 de julho de 1528. Em 28 de dezembro de 1528, recebeu o subdiaconato e o diaconato, bem como a ordenação, pelo cardeal Agostino Spinola, bispo de Perugia. Simonetta foi consagrado bispo em 14 de setembro de 1529, na capela de San Lorenzo in Piscibus, Roma, pelo Cardeal Spinola, assistido por Giovanni Battista Bonciani, bispo de Caserta, e por Tommaso Campeggio, bispo de Feltre.
O papa Clemente VII o nomeou para substituir Paolo Capizzuchi, que estava ausente de Roma, para estudar a causa do divórcio do rei Henrique VIII da Inglaterra; ele se opôs ao divórcio. Participou do Quinto Concílio de Latrão, 1512-1517.

## Cardinalato
Criado cardeal-presbítero no consistório de 21 de maio de 1535, recebendo o chapéu vermelho e o título de S. Ciriaco alle Terme em 31 de maio. Nomeado bispo de Perugia em 20 de dezembro de 1535. Com outros seis cardeais, nomeado membro de uma congregação para a celebração de um concílio geral, 8 de abril de 1536. Nomeado bispo de Lodi em 4 de agosto de 1536; renunciou em favor de seu sobrinho Giovanni Simoneta em 20 de junho de 1537. Renunciou ao governo da diocese de Pesaro em favor de seu sobrinho Ludovico, futuro cardeal, 10 de dezembro de 1537. Optou pelo título de S. Apollinare em 28 de novembro de 1537. Prefeito do Tribunal da Assinatura Apostólica da Graça. Nomeado com outros oito cardeais para uma comissão para preparar um concílio geral, 7 de janeiro de 1538. Nomeado administrador da sé de Sutri e Nepi, 6 de fevereiro de 1538. Renunciou ao governo da sé de Perugia, 20 de julho de 1538. Simonetta foi mediador entre Florença e Siena na disputa pelo controle sobre Montepulciano e foi capaz de fazê-los chegar a uma solução amigável. Legado, junto com os cardeais Girolamo Aleander de Motta e Bonifacio Ferreri, para o Concílio de Vicenza, 1539. Camerlengo do Sagrado Colégio dos Cardeais, 10 de janeiro de 1539.
O Cardeal Giacomo Simonetta faleceu em 1 (ou 2) de novembro de 1539, em Roma, após dois dias de agonia. Enterrado na igreja de SS. Trinità al Monte Pincio, onde construiu uma magnífica capela em 1524.

## Ligação externas
- Catholic Hierarchy